# Canton de Créteil-Ouest
Le canton de Créteil-Ouest est une ancienne division administrative française située dans le département du Val-de-Marne et la région Île-de-France.
À la suite du redécoupage cantonal de 2014, le canton Créteil-Ouest n'est plus utilisé dans le cadre des élections départementales, en ayant fait place aux cantons de Créteil-1 et Créteil-2. Sa dénomination est cependant toujours utilisée pour définir le découpage électoral de la deuxième circonscription du Val-de-Marne.

## Histoire
Lors de la mise en place du département du Val-de-Marne est créé par le décret du 20 juillet 1967 le canton de Créteil, qui concerne la totalité de la commune de Créteil.
| Période | Période | Identité    | Étiquette | Qualité                     |
| ------- | ------- | ----------- | --------- | --------------------------- |
| 1967    | 1976    | René Renaud | UDR       | Adjoint au Maire de Créteil |

Ce canton est scindé par le décret du 20 janvier 1976, qui crée à sa place les cantons de Créteil-Nord et de Créteil-Sud.
Ces deux cantons sont supprimés par le décret du 24 décembre 1984, qui les rescinde en trois cantons, Créteil-Nord, Créteil-Ouest et Créteil-Sud.
Un nouveau découpage territorial du Val-de-Marne entré en vigueur à l'occasion des premières élections départementales suivant le décret du 17 février 2014. Les conseillers départementaux sont, à compter de ces élections, élus au scrutin majoritaire binominal mixte. Les électeurs de chaque canton élisent au Conseil départemental, nouvelle appellation du Conseil général, deux membres de sexe différent, qui se présentent en binôme de candidats. Les conseillers départementaux sont élus pour 6 ans au scrutin binominal majoritaire à deux tours, l'accès au second tour nécessitant 12,5 % des inscrits au 1er tour. En outre, la totalité des conseillers départementaux est renouvelée. Ce nouveau mode de scrutin nécessite un redécoupage des cantons dont le nombre est divisé par deux avec arrondi à l'unité impaire supérieure si ce nombre n'est pas entier impair, assorti de conditions de seuils minimaux. Dans le Val-de-Marne le nombre de cantons passe ainsi de 49 à 25.
Dans ce cadre, les trois cantons de Créteil créés en 1984 sont supprimés afin de créer les nouveaux cantons de Créteil-1 et Créteil-2.

## Administration
| Période | Période | Identité           | Étiquette | Qualité |
| ------- | ------- | ------------------ | --------- | --- |
| 1985    | 1992    | Patrick Sève       | PS        | Historien Député (1989-1993 et 1997-2002) Adjoint au Maire de Créteil (1983-1989)                                                        |
| 1992    | 2011    | Christian Fournier | PS        | Adjoint au maire de Créteil (1983-2008) Ancien conseiller général du Canton de Créteil-Sud (1988-1992) Vice-Président du Conseil Général |
| 2011    | 2015    | Abraham Johnson    | PS        | Avocat Adjoint au maire de Créteil Elu en 2015 dans le Canton de Créteil-1                                                               |

## Composition
Le canton de Créteil-Ouest recouvrait le nord-ouest de la commune de Créteil, délimité, selon la toponymie du décret de 1984, « par les limites territoriales des communes dé Choisy-le-Roi, Alfortville et Maisons-Alfort, par l'axe des voies ci-après : rue Chéret (à partir de la limite de la commune de Maisons-Alfort), avenue Laferrière, avenue du Maréchal-de-Lattre-de-Tassigny, rue Gustave-Eiffel, rue Saint-Simon, rue de Normandie, avenue J.-B.-Champeval, rue Maurice-Deménitroux (jusqu'à la voie ferrée R.A.T. P. n° 8 place Balard - Créteil-Préfecture), par la voie ferrée R.A.T.P. (jusqu'à la rue François-Mauriac), par l'axe des voies ci-après : rue François-Mauriac, avenue de la Brèche, avenue du Général-de-Gaulle, quai de la Croisette (jusqu'au lac de Créteil), par la bordure du lac de Créteil le long du parc de la préfecture du Val-de-Marne jusqu'à son angle nord-ouest, par une ligne imaginaire allant de
l'angle nord-ouest du lac de Créteil à la route de Choisy tracée parallèlement à la voie piétonne reliant le quartier de la Préfecture
au quartier du Palais et par l'axe de la route de Choisy et de l'avenue de la Pompadour (jusqu'à la limite de la commune de Choisy-le-Roi) ».
Les 2 autres cantons de Créteil étaient le canton de Créteil-Nord et le canton de Créteil-Sud.
| Communes                 | Population (2012) | Code postal | Code Insee |
| ------------------------ | ----------------- | ----------- | ---------- |
| Créteil, commune entière | 82 154            | 94 000      | 94 028     |

## Démographie
| 1962 | 1968 | 1975 | 1982 | 1990   | 1999   | 2009 |
| ---- | ---- | ---- | ---- | ------ | ------ | ---- |
| -    | -    | -    | -    | 28 786 | 26 330 | -    |